# Donald-Olivier Sié
Donald-Olivier Sié (Abidjan, 1970. április 3. –) elefántcsontparti válogatott labdarúgó.
Az elefántcsontparti válogatott tagjaként részt vett az 1992-es, az 1994-es, az 1996-os, az 1998-as és a 2000-es afrikai nemzetek kupája.

## Statisztika
| Elefántcsontparti válogatott | Elefántcsontparti válogatott | Elefántcsontparti válogatott |
| Időszak                      | Mérk.                        | gól                          |
| ---------------------------- | ---------------------------- | ---------------------------- |
| 1990                         | 1                            | 1                            |
| 1991                         | 2                            | 1                            |
| 1992                         | 5                            | 2                            |
| 1993                         | 6                            | 0                            |
| 1994                         | 9                            | 1                            |
| 1995                         | 2                            | 0                            |
| 1996                         | 3                            | 0                            |
| 1997                         | 1                            | 0                            |
| 1998                         | 6                            | 0                            |
| 1999                         | 3                            | 0                            |
| 2000                         | 4                            | 1                            |
| Összesen                     | 42                           | 6                            |